# Герб Исландии
Герб Исландии (исл. Skjaldarmerki Íslands) — один из главных государственных символов страны. Представляет собой лазоревый щит с серебряным латинским крестом, обременённым червлёным латинским крестом. Щит поддерживают четыре духа-хранителя (исл. Landvættir) Исландии, стоящие на плите столбчатого базальта: бык (исл. Griðungur) — покровитель Юго-Западной Исландии, великан (исл. Bergrisi) — Юго-Восточной, гриф (исл. Gammur) — Северо-Западной и дракон (исл. Dreki) — Северо-Восточной. В современном виде принят в 1944 году, после провозглашения Исландии республикой.

## Описание
Исландия была провозглашена республикой 17 июня 1944 года. В тот же день вновь избранный президент Исландии Свейдн Бьёрнссон (исл. Sveinn Björnsson) подписал декрет о государственном гербе, в котором говорилось:
«Герб Исландии представляет собой серебряный крест на небесно-синем поле, с ярко-красным крестом внутри серебряного креста. Концы креста доходят до краёв щита со всех четырёх сторон. Ширина креста должна составлять 2/9 ширины щита, ширина красного креста должна составлять 1/9 ширины щита. Верхняя часть должна быть равносторонней, а нижняя — иметь такую же ширину, как и верхняя, но быть на одну треть длиннее.
Щитодержателями являются четыре духа-хранителя Исландии, как это описано в «Круге земном»: бык — с правой стороны щита; великан — с левой стороны; птица — справа, над быком; дракон — слева, над великаном.

Основанием щита служит плита столбчатого базальта.»

## История герба
Исландия была заселена в догеральдический период выходцами из Норвегии в 870—930 годах. В ту пору король Норвегии Харальд Прекрасноволосый был занят объединением Норвегии под своей верховной властью, закладывая основы норвежской государственности. Не желающая подчиняться самодержавной власти родовая знать — херсиры и свободные собственники — бонды, со всем своим движимым имуществом, домочадцами и челядью, покидали Норвегию и уплывали в Исландию. Заселяя Исландию они сохраняли все прежние, догосударственные общественные устои, такие как тинг — народное собрание и годорд — община родового жреца. Никакой центральной исполнительной власти, ни армии, ни полиции, ни чиновников в Исландии тогда не было. За неимением государственности не было нужды и в символах государственной власти, таких как герб или флаг. Эта форма общественного устройства просуществовала в Исландии до 1262 года, когда Исландия была вынуждена признать над собой верховную власть норвежских королей, став сначала норвежским, а затем датским владением.
О древнейшей исландской символике мы, в какой-то мере, можем судить по дошедшим до наших дней печатям. Знак Храфна Свейнбьярнарсона (исл. Hrafn Sveinbjarnarson) ум. 1213 году, является старейшей из известных исландских печатей. Это было золотое кольцо, с именем владельца и изображением ворона (с исл. — «Храфн»), подарок Бьярни Кольбейнссона (исл. Bjarni Kolbeinsson), епископа Оркнейских островов.
Хотя и не часто, личные гербы встречались и в средневековой Исландии. Летописцы упоминали «изображения на щитах» (например льва, орла или оленя), которые, зачастую, были теми же, что и на печатях. В XIV и XV веках, когда Исландия уже была владением датской короны, немало исландцев были посвящены в рыцари и получали право на герб. Например, гербом Лофтура Гуттормссона (исл. Loftur Guttormsson) Могучего был белый сокол на синем поле, однако его печатью была змея. Гербом Торфи Арасона (исл. Torfi Arason) был белый медведь на синем поле и половина белого медведя в качестве нашлемника. Такой же герб использовал и Бьёрн Торлейфссон (исл. Björn Þorleifsson) Могучий, но его нашлемником был целый белый медведь.
Рыцари Большого креста ордена Даннеброга также получали герб, если такового у них ещё не было. Среди награждённых было немало исландцев, первым из которых стал исландский епископ Петур Петурссон (исл. Pétur Pétursson).

### Герб Исландии из L’Armorial Wijnbergen
|  | Французский гербовник Вейнберген (фр. L'Armorial Wijnbergen) составленный между 1265—1285 гг. и в настоящее время хранящийся в Королевской голландской ассоциации по генеалогии и геральдике в Гааге, описывает 1312 средневековых гербов. Большинство из них — французские гербы, однако, есть и немецкие, также как и 56 королевских гербов Европы, Ближнего Востока и Северной Африки. На одном из листов изображён герб короля Исландии, то есть норвежского короля в качестве короля Исландии, после того как исландцы присягнули ему на верность в 1262—1264. Подпись гласит: le Roi dillande, то есть le Roi d’Islande (с фр. — «Король Исландии»). На гербе изображён червленый лев с боевой секирой на щите 11 раз пересечённом на серебро и лазурь с золотой главой. фр. burelé (12) d'argent et d'azur au chef d'or au lion de gueules brochant tenant une hache du même Герб «Короля Исландии» выглядит так же, как и герб Норвегии, и, вероятнее всего, был составлен на его основе, с заменой цветов на противоположные. Таким образом золотой норвежский лев на червленом поле стал червленым «исландским» львом на золотом поле. Секира появилась в гербе Норвегии в правление Эйрика Магнуссона (норв. Eirik Magnusson) после 1280 года, в связи с этим можно допустить, что до 1280 года лев на гербе «Короля Исландии» также был без секиры. Вероятно и то, что подобный герб начал использовался в Исландии сразу же после подчинения её Норвегией в 1262 году. Особый интерес представляют 12 чередующихся между собой серебряных и лазоревых полос. Эта часть герба составлена с нарушением основных правил геральдики, а именно — «не накладывать металл на металл и финифть на финифть». Иначе говоря, между золотом (жёлтый цвет) и серебром (белый цвет) всегда должно быть пространство другого цвета, в данном случае — лазоревого (синий цвет). Правила эти довольно строги и допускают отступления лишь в исключительных случаях. Одним из таких исключений является включение в новый герб уже существующего герба. На этом основании один из членов геральдического комитета, советник исландского правительства по геральдике П.Варминг (дат. P. Warming) выдвинул предположение о том, что герб в виде щита, 11 раз пересечённого на серебро и лазурь, мог быть гербом независимой Исландии до 1262 года, после чего был включён в герб «Короля Исландии», с соблюдением очерёдности цветов, где 12 горизонтальных полос чередуются между собой, начиная с серебряной (белой). Число 12 тоже не случайно, если учесть 12 тингов, первоначально существовавших в Исландии. Хотя, следует признать, что число исландских тингов было изменено ещё до того, как первые гербы стали входить в употребление в Скандинавии в 1150-1200 годах. Если гипотеза Варминга верна, древнейший герб Исландии будет относиться ко времени правления в Норвегии короля Хокона IV (норв. Håkon IV) 1217—1263. По мнению Варминга, точность, с которой неизвестный французский геральдист изобразил норвежского льва, может свидетельствовать о его осведомлённости в вопросах Скандинавской геральдики. Гипотеза Варминга неоднократно подвергалась критике в учёных кругах. Высказывались сомнения как по поводу самого герба «Короля Исландии», так и насчёт 12 полос, в качестве герба независимой Исландии. Герб из гербовника Вийнберген некоторыми критиками был назван «фантастическим», придуманным излишне усердными в вопросах геральдики французами. В ответ на критику Варминг указывал, что в гербовнике Вийнберген чрезвычайно точно изображены гербы не только соседних с Францией стран, но и стран «дальнего зарубежья», таких как Шотландии, Острова Мэн, Ирландии, Оркнейских Островов и многих других. Следовательно, герб «Короля Исландии» также не должен считаться не достоверным. Несмотря на все спекуляции по этому поводу, Варминг был убеждён в том, что есть все неопровержимые доказательства тому, что герб с 12 серебряными и лазоревыми полосами является оригинальной национальной эмблемой Исландии. |

### Треска на гербе Исландии
|  | Доподлинно не известно когда изображение рыбы (трески) стало эмблемой Исландии. Купцы из Гамбурга использовали эту эмблему на своих печатях около 1500 года, также как и любекские купцы в Бергене около 1415 года. Изображение трески находится на полях исландской рукописи (Stokkhólmsbók, no. 5, fol. королевской библиотеки Стокгольма), относящейся примерно к 1360 году, а изданная в 1539 году в Венеции карта Олафа Магнуса Carta Marina изображает треску на щите, похожем на позднейший герб Исландии. В 1550 году король Дании Кристиан III направил в Исландию губернатора Ларентсиуса Муле (дат. Larentsius Mule) с королевской печатью и письмом, датированным 28 января того же года, в котором король благодарил исландцев за верную поддержку в ходе Реформации. В письме говорится, что 6-8 выборных мужей должны охранять печать, чтобы предотвратить злоупотребления. Сейчас уже нельзя точно сказать была ли эта печать изготовненна по королевской инициативе или по желанию самих исландцев. Впоследствии печать была утеряна и её дизайн не известен, но, предположительно, на ней было изображение трески. На заседание парламента 1592 года, под председательством законоговорителя Йона Йонссона (исл. Jón Jónsson), обсуждался ряд вопросов, которые планировалось передать для решения в Государственный Совет Дании, являвшимся, в ту пору, регентским советом при малолетнем короле Кристиане IV. Одной из просьб исландцев было изготовление и посылка в Исландию королевской печати, которая хранилась бы у губернатора и использовалась бы во всех королевских делах. В письме на имя губернатора от 9 мая 1593 года Государственный совет сообщает о том, что он удовлетворил просьбу об изготовлении печати, которая была передана губернатору Исландии Хенрику Крагу (дат. Heinrich Chrag), поручая печать ему на хранение, с обязательством следить за её употреблением. Серебряная королевская печать с изображением коронованной обезглавленной трески и надписью по кругу SIGILLVM INSVLÆ ISLANDIÆ (с лат. — «Печать острова Исландия») хранится в Национальном музее Исландии (№ 4390), после того, как была подарена музею национальными властями в 1897 году. Всё это убедительно свидетельствует об использовании трески в качестве эмблемы Исландии, как это было на королевских печатях или золотых датских монетах 1591 года. Изображение трески было включено в датскую королевскую печать во время правления Кристиана IV и оставалась там до 1819 года, времени правления Фредерика VI. В 1820 году Дания утратила Норвегию и норвежский лев был исключён из государственного герба Дании. Вместо него в датский герб были включены эмблемы Исландии, Гренландии и Фарерских островов. Эмблема Исландии находилась в правом нижнем углу, и представляла собой изображение серебряной трески, коронованной золотой короной, на ярко-красное поле. Впоследствии треска была исключена из герба Дании и заменена на сокола. Во второй половине XIX века, началась кампания по замене трески, как символа Исландии, белым соколом на синем поле. |

### Кречет на гербе Исландии
|  | Указом короля Дании от 3 октября 1903 года предписывалось, что гербом Исландии должен был стать белый исландский кречет на синем поле. Многие исландцы видели в этой сильной, выносливой и благородной птице более подходящий символ для своей страны, чем треску. На протяжении веков Исландия была известна в скандинавском мире своими поэтами и соколами. Даже когда аристрократия в соседних странах перестала понимать и ценить исландских поэтов, сокол продолжал считаться ценным подарком на протяжении ещё нескольких столетий. Соколиная охота была излюбленной забавой европейской и азиатской аристократий и известна с древнейших времён. В Скандинавских странах данный вид охоты известен с языческих времён, и далёкая Исландия считалась родиной лучших соколов. В 1920 году был принят особый Королевский флаг Исландии, на котором был также изображён исландский кречет. Король Дании использовал этот флаг во время своего визита в Исландию в 1921 году. Тогда же был учреждён орден Исландского сокола, который с тех пор является высшей государственной наградой Исландии. |

### Герб Королевства Исландия
|  | Герб с соколом использовался не долго. Уже 12 февраля 1919 года был принят новый герб, имеющий то же изображение, что и флаг Исландии. Королевский указ о гербе гласил: «Герб Исландии представляет собой коронованный щит, на котором изображён флаг Исландии. Шитодержателями являются четыре духа-хранителя страны: дракон, гриф, бык и великан». Резчик по дереву Рикардюр Йоунссон (исл. Ríkarður Jónsson) разработал рисунок герба, принимая участие в конкурсе, вместе с ведущими исландскими художниками, такими как Йоханнес Кьярваль (исл. Johannes Kjarval). Щит поддерживают четыре духа-хранителя Исландии, описанные Снорри Стурлусоном в своем «Круге земном» (исл. Heimskringla) в «саге об Олаве сыне Трюггви»: Конунг датчан собирался отправиться со всем этим войском в Исландию, чтобы отомстить за хулительные стихи, которые все исландцы сочинили о нем. В Исландии был принят закон: о конунге датчан нужно было сочинить по хулительной висе с каждого жителя страны. А причина тому была та, что корабль, принадлежавший исландцам, разбился у берегов Дании, и датчане захватили весь груз как добро, выброшенное морем, и заправлял этим наместник конунга по имени Биргир. О них обоих сочинены хулительные стихи. ... Харальд конунг велел одному колдуну отправиться в чужом обличье в Исландию на разведку и потом ему донести. Тот отправился в обличье кита. Подплыв к Исландии, он отправился на запад и обогнул страну с севера. Он увидал, что все горы и холмы полны там духами страны, большими и малыми. А когда он проплывал мимо Оружейного Фьорда, он заплыл в него и хотел выйти на берег. Но тут вышел из долины огромный дракон и за ним — множество дышащих ядом змей, жаб и ящериц. Колдун поплыл прочь и направился на запад вдоль берега к Островному Фьорду. Но когда он заплыл в этот фьорд, навстречу ему вылетела птица, такая громадная, что крылья её задевали горы по обоим берегам, а за ней — множество других птиц, больших и малых. Колдун поплыл оттуда прочь и направился сначала на запад, а затем, огибая страну, на юг к Широкому Фьорду и заплыл в него. Но тут навстречу ему вышел огромный бык и пошел вброд по морю со страшным ревом, а за ним шло множество духов страны. Колдун поплыл прочь и направился на юг, огибая Мыс Дымов, и хотел выйти на берег у Викарскейда. Но тут навстречу ему вышел великан в железной палицей в руке. Голова его была выше гор, и много других великанов шло за ним. Оттуда колдун поплыл вдоль берега на восток. Но там, как он сказал, нет ничего, кроме песчаных отмелей, и негде пристать, и сильный прибой, и море такое огромное между странами, что на боевых кораблях туда не переплыть. А это были Броддхельги в Оружейном Фьорде, Эйольв сын Вальгерд в Островном Фьорде, Торд Ревун в Широком Фьорде и Тородд Годи в Эльвусе. Духи-хранители являются щитодержателями герба Исландии с 1919 года. Также рассматривалось предложение разместить по одному духу-хранителю в каждой из четырёх частей герба, но от этой идеи отказались в пользу наличия их в качестве щитодержателей. Герб состоит только из того, что на щите, и может быть использован с щитодержателями или без них. |

### Герб Исландской Республики
В 1940 году в результате датско-норвежской операции континентальная часть Дании была полностью оккупирована немецкими войсками. В свою очередь, Исландия была занята англо-американскими войсками. Пользуясь ослаблением Дании, национальный совет принял решение о проведении референдума о полной независимости Исландии. 17 июня 1944 года Исландия была провозглашена Республикой.
Назначенная правительством экспертная группа приступила к обсуждению возможных вариантов герба для Исландской Республики. От короны было решено отказаться, так как Исландия перестала быть монархией или частью монархии. Обсуждался вариант возвращения сокола на синем поле в качестве герба Исландии, однако, в итоге, рисунок королевского герба Исландии решили не изменять и не отказываться от щитодержателей в виде духов-хранителей, лишь слегка изменить дизайн и расцветку. Решение было принято единодушно, после обсуждения с премьер-министром, который также дал своё согласие.
В новом варианте герба была несколько изменена форма щита, убрана корона, изменились также и очертания духов-хранителей. Новым основанием герба стала плита столбчатого базальта. Автором окончательного проекта стал художник Трюггви Магнуссон (исл. Tryggvi Magnússon). Сейчас его рисунок хранится в Национальном музее Исландии (№ 15026).
Интересно заметить, что молодая исландская республика, с просьбой о консультации по вопросам геральдики, обращалась даже в Ватикан. Но ватиканские геральдисты были слишком заняты разработкой гербов для вновь назначенных кардиналов и помочь не смогли.